# Anarete triarthra
Anarete triarthra är en tvåvingeart som beskrevs av Edwards 1938. Anarete triarthra ingår i släktet Anarete och familjen gallmyggor. Inga underarter finns listade i Catalogue of Life.